# Стипца
Стипца е популярното име на неорганичното химично съединение калиево-алуминиев дисулфат кристалохидрат с дванадесет молекули вода, което може да се запише с общата химична формула KAl(SO4)2.12H2O. Понякога с названието стипца се означават и други двойни сулфати на едновалентните метали (M+) литий, натрий, калий, рубидий, цезий, рядко амониев катион и тривалентните метали (M3+) алуминий, хром или желязо (III), като тогава общата формула може да се запише като M+M3+(SO4)2.12H2O.
Източник на стипца в природата е минералът алунит, както и редица глини и боксит.
Стипцата намира приложение в индустрията, медицината, козметиката и дори в кулинарията.